# Bocianek

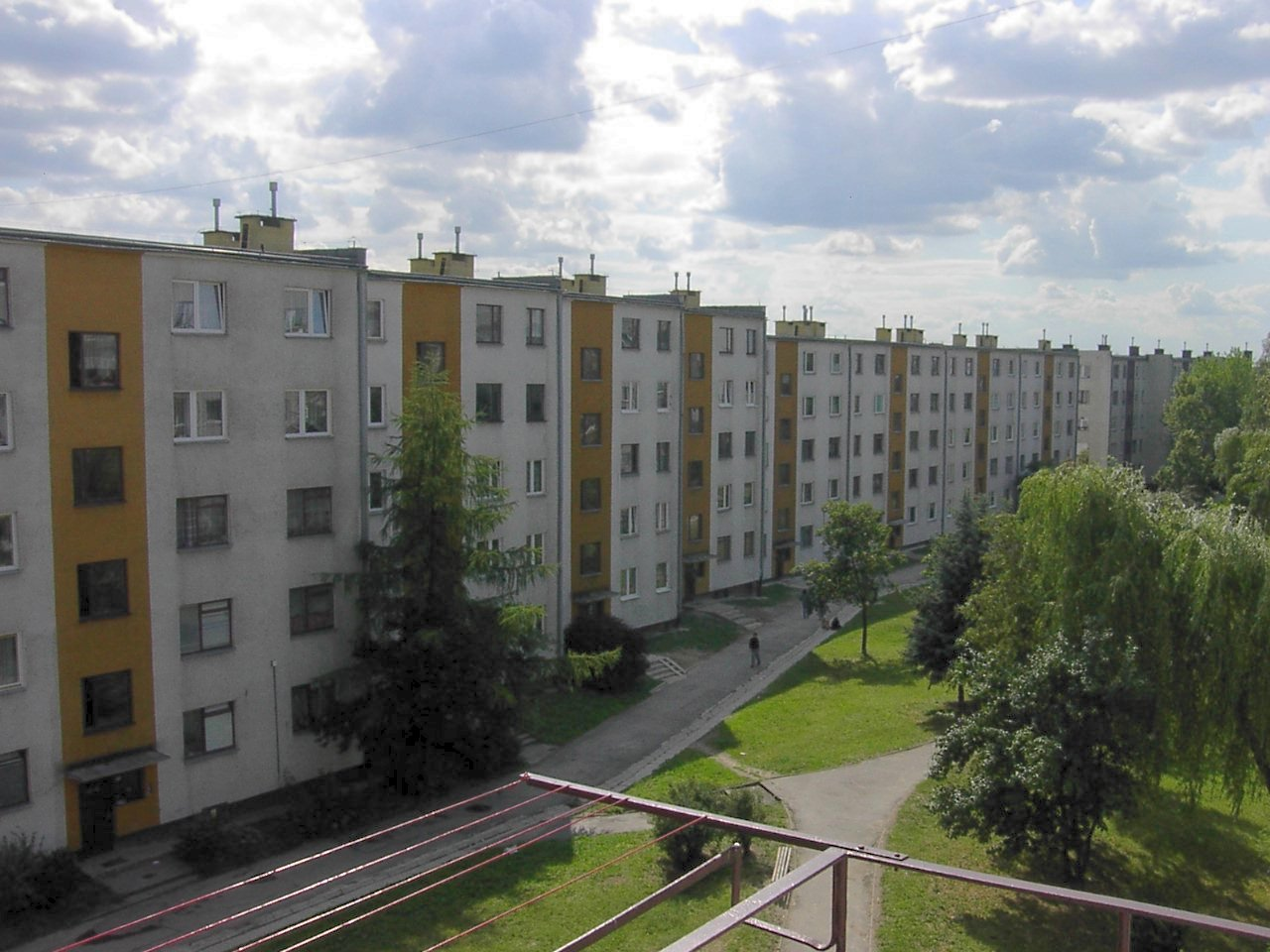
Blokowisko na Bocianku

Dzielnice i osiedla Kielc, Bocianek ma na mapie nr 16

Osiedle Bocianek – osiedle mieszkaniowe w północno-wschodniej części Kielc o zabudowie blokowej powstałe w latach siedemdziesiątych XX wieku. Osiedle oddzielone jest z zachodu od dzielnicy Szydłówek ulicą Warszawską, z północnego wschodu od osiedla Słoneczne Wzgórze – parkiem im. Adolfa Dygasińskiego, z południa od Politechniki i Śródmieścia – ulicą Świętokrzyska oraz z wschodu od Nowego Folwarku – aleją Solidarności (dawniej ul. Manifestu Lipcowego). Osiedle jest zarządzane przez Kielecką Spółdzielnię Mieszkaniową "Bocianek".
Zabudowę osiedla stanowią 4-piętrowe bloki z parterem i piwnicą. Mieszkańcy mają dostęp do sieci telewizji kablowej Vectra i UPC. Usługę stałego dostępu do internetu na osiedlu świadczą sieci TV kablowej, własne okablowanie w blokach posiada firma Hyperion. Na osiedlu działa też kilka amatorskich sieci komputerowych.
Osiedle Bocianek znajduje się w okręgu parafii pw. św. Józefa Robotnika.
Nazwa "Bocianek" pochodzi od wsi, na terenie której wybudowano osiedle, należącej administracyjnie do nieistniejącej już gminy Dąbrowa. W latach 30. XX w. przez wieś przebiegała trasa kolejki z Kielc do Złotej Wody koło Łagowa.

## Ważniejsze obiekty na terenie osiedla
- Wyższa Szkoła Administracji Publicznej (ul. Staffa 7)
- Akademicka Szkoła Podstawowa (ul. Staffa 7)
- Podstawowa nr 1 im. Stanisława Staszica w Kielcach (ul. Staffa 7)
- Przedszkole Samorządowe nr 1 (ul. Norwida 5)
- Przedszkole Samorządowe nr 32 (ul. Kasprowicza 5)
- Żłobek Samorządowy nr 12 (ul. Gałczyńskiego 7)
- Kort tenisowy Ogniska TKKF
- Urząd Pocztowy nr 22 w Kielcach (ul. Konopnickiej 5)
- Zarząd Spółdzielni Mieszkaniowej "Bocianek" (ul. Konopnickiej 5)
- Miejska Biblioteka Publiczna w Kielcach Filia nr 10 (ul. Konopnickiej 5)
- Pawilony handlowo-usługowe (ul. Konopnickiej 5)
- Świetlica Środowiskowa dla Dzieci i Młodzieży "4 KĄTY" (ul. Konopnickiej 5)
- Klub Seniorów (ul. Konopnickiej 5)
- Pawilon handlowy (ul Wyspiańskiego 2)
- Pawilon handlowy (ul. Staffa 2)
- Stacja paliw "Orlen"
- Osiedlowy Klub "Kumak" (reaktywacja) (ul. Konopnickiej 5)

## Komunikacja
Dojazd autobusami linii: 4, 5, 7, 12, 13, 24, 30, 34, 35, 46, 102, 103, 104, 112, 114, N1, N2 i F.

## Ciekawostki
We wrześniu 1914 na terenie dzisiejszego skrzyżowania ul. Warszawskiej z ul. Świętokrzyską, wyznaczającego obecnie południowo-zachodni skraj osiedla, odbyło się zaprzysiężenie I Pułku Legionów Polskich. Fakt ten upamiętnia niedawno ufundowany pomnik z dedykacją:
„Pamięci żołnierzy Legionów Polskich, którzy 10 września 1914 roku wymaszerowali z Kielc i poszli trudną drogą do niepodległości Rzeczypospolitej Polskiej, w szeregach powstałego tutaj dzięki licznemu napływowi ochotników 1. Pułku Piechoty Legionów. Społeczeństwo Kielc”.